# Емил Марков
Вижте пояснителната страница за други личности с името Емил Марков.
Емил Марков Марков е политически и военен деец на БРП (к). Участник и ръководител на комунистическото съпротивително движение по време на Втората световна война. Командир на т. нар. НОВА.

## Биография
Емил Марков е роден на 5 април 1905 година в град Берковица. В комсомолската организация в родния си град влиза още като юноша. Левите си убеждения той дължи преди всичко на своя баща, учителя Марко Марков, един от пионерите на социалистическите идеи в Берковица и Берковския край. Двамата му братя, Веселин и Бойко, сестрата и майката, цялото семейство, в което расте и се развива е комунистическо.
През 1922 г. семейството се преселва в София. Записва във Втора мъжка гимназия (дн. 22-ро СОУ „Г.С.Раковски“).
През 1923 г. участва в Септемврийското въстание. След неговото поражение разгръща активна дейност във фабриките и училищата в София за укрепване на прокомунистическите младежки организации. През 1924 г. му е възложено да организира нелегални групи във военния гарнизон на V- и Софийски район.
След терористичния акт в черквата „Света Неделя“ е задържан през април 1925 г. в Дирекцията на полицията. За да не издаде съмишлениците си, Емил Марков се хвърля от IV етаж на Дирекцията. По случайност остава жив. Осъден по ЗЗД и след четири и половина години затвор е освободен.
През 1930 г. е изпратен в СССР да се учи и лекува. Завършва Ленинската партийна школа в Москва с отличие и през 1932 г. е изпратен за подривна дейност в България. За прикритие се занимава с часовникарство, който занаят владее още от ученичеството си. Така изкарва и прехраната на семейството си.
През 1935 – 1936 година е един от комунистическите функционери, който допринася извънредно много за изживяване на т.нар. левосектантство и за внедряване на курс на Коминтерна в Софийската партийна организация.
Участник и един от ръководителите на комунистическото движение по време на Втората световна война. На 3 юли 1941 г. е интерниран в концлагера Гонда вода. През есента на същата година с група съмишленици успява да избяга от лагера и след много премеждия пристига нелегално в София. В тези дни е привлечен за член на ЦК на БРП (к). В условията на дълбока нелегалност разгръща организационна работа по изграждането на партийни организации и бойни групи, създава връзки с армията.
Активно сътрудничи на Централната военна комисия. След арестуването на Цвятко Радойнов поема ръководството ѝ. През пролетта на 1943 година тя се превръща в Главен щаб на Народоосвободителната въстаническа армия (НОВА). Емил Марков ръководи партизанското движение, което се прокламира с нова организационна форма-НОВА . С помощта на военни специалисти срещу заплащане изработва инструкцията „Общи указания за боева подготовка и ръководство“.
На 12 юли 1943 г. случайност помага на полицията да узнае нелегалната му квартира на ул. „Деян Белишки“ № 35. Емил Марков открива огън с пистолет, влиза в бой с групата полицейски агенти и загива в ожесточената престрелка. Даден му е чин генерал-полковник посмъртно.